# Элитный отряд (фильм)
«Элитный отряд» (порт. Tropa de Elite) — фильм режиссёра Жозе Падильи по бестселлеру Луиша Эдуарду Соареша «Элита отряда». В 2008 году фильм получил премию «Золотой медведь» Берлинского кинофестиваля. Кинолента повествует о буднях бразильского элитного полицейского подразделения BOPE, сопряжённых с коррупцией и насилием.

## Сюжет
Два молодых полицейских мечтают бороться с преступностью, но на их пути стоит коррумпированная полиция и чиновники, пока те не решают вступить в BOPE (Батальон специальных полицейских операций) — подразделение из крутых парней, которые знают, как нужно правильно бороться со злом.
Им предстоит пройти серьёзный отборочный курс для того, чтобы доказать, что они достойны носить череп на груди — символ людей в чёрном, которые приходят в фавелы для того, чтобы убивать, а не умирать, но только один из них станет заменой командира отряда, который устал от войны и давно уже подыскивает себе замену.
Фильм основан на реальных событиях.

## В ролях
| Актёр             | Роль                      |
| ----------------- | ------------------------- |
| Вагнер Моура      | капитан Роберту Насименту |
| Кайо Жункейра     | лейтенант Нету Гоувейя    |
| Андре Рамиру      | лейтенант Андре Матиаш    |
| Мария Рибейру     | Розане                    |
| Фернанда Машаду   | Мария                     |
| Андре Сантинью    | лейтенант Ренан           |
| Паулу Вилела      | Эду                       |
| Мильем Корташ     | капитан Фабиу Барбоза     |
| Алешандре Мофатти | капитан Карвалью          |
| Фабиу Лагу        | наркодилер Байану         |
| Бруну Делиа       | капитан Азеведу           |
| Рикардо Содрэ     | капрал Бокау              |
| Жулиану Казарре   | солдат Тату               |
| Эрик Оливейра     | наркодилер Марсинью       |

## Награды и номинации
- 2008 — премия APCA trophy (Сан-Паулу): лучший режиссёр (Жозе Падилья), лучший монтаж (Даниэл Резенде)
- 2008 — два приза Фестиваля латиноамериканского кино в Лиме: премия зрителей и второй приз «Эльсине» (оба — Жозе Падилья)
- 2008 — 8 Больших призов Бразильского кино (Cinema Brazil Grand Prize): лучший актёр (Вагнер Моура), лучший режиссёр (Жозе Падилья), лучший оператор (Лула Карвалью), лучший монтаж (Даниэл Резенде), лучший грим (Мартин Масиас), лучший актёр второго плана (Мильен Кортас), лучший звук, лучшие спецэффекты
- 2008 — Премия Контиго (выбор зрителей): лучший фильм, лучший актёр (Вагнер Моура), лучший актёр второго плана (Андре Рамиру)
- 2008 — Премия Контиго (выбор жюри): лучший фильм, лучший режиссёр (Жозе Падилья), лучший сценарий (Жозе Падилья, Родригу Пиментел, Браулиу Мантовани, Андре Батишта, Луиз Эдуарду Соареш), лучший актёр второго плана (Андре Рамиру)
- 2008 — приз «Золотой медведь» Берлинского кинофестиваля (Жозе Падилья)[4]

## Интересные факты
- В Бразилии фильм стал бестселлером задолго до своего официального выхода на киноэкраны. Пиратская копия («3-я монтажная версия») была приобретена не менее, чем тремя миллионами бразильцев[5].
- Весной 2009 года появились сведения о съёмках фильма-сиквела «Элитный отряд 2». По словам актёра Вагнера Моуры, второй фильм будет ещё более интересным и захватывающим[6]. В октябре 2010 года фильм «Элитный отряд 2» вышел на экраны Бразилии.

## Критика и отзывы
Когда первая версия фильма просочилась, она вызвала большой спор за изображение безнаказанной жестокости полиции в трущобах; некоторые видели это как гламурное полицейское насилие. После своей выставки на Берлинском кинофестивале, критик Джей Вайсберг, в статье «Variety», назвал фильм «однообразным торжеством насилия во имя добра, которое выглядит как вербовочный фильм для фашистских головорезов». Мишель Миссе, исследователь городского насилия в Федеральном университете Рио-де-Жанейро, в статье «Carta Capital», попытался объяснить, почему некоторые люди приветствовали действия капитана Насименту: «поскольку судебная система не может справиться с требованием о наказании, некоторые могут подумать, что права человека приводят к безнаказанности. Они хотят незаконных решений, поэтому капитан Насименту называется».

## Продолжение
8 октября 2010 года в Бразилии и 11 ноября 2011 года в США вышло продолжение под названием названное «Элитный отряд 2: Враг внутри».